# پلیس فلسطین
نیروی پلیس فلسطین (به انگلیسی: Palestine Police Force) یک نیروی متشکل پلیس بود که در سال ۱۹۲۰ میلادی، به دستور کمیسر عالی فلسطین و ماوراء اردن تشکیل شد. این نیرو در دورهٔ قیمومت بریتانیا بر فلسطین فعالیت می‌کرد.
این نیروها متشکل از افسران یهودی، عرب و انگلیسی بود. با این حال، در طول دوره قیمومیت بر فلسطین، این نیرو به طور فزاینده‌ای به سرکوب گروه‌های مسلح فلسطینی پرداخت و در عمل به تسهیل حاکمیت قوم یهود بر سرزمین فلسطین کمک کرد که در نهایت منجر به تشکیل کشور اسرائیل شد.
اعراب فلسطینی شورشی را علیه سلطهٔ بریتانیا از سال ۱۹۳۶ تا ۱۹۳۹ انجام دادند و پلیس فلسطین نقش مهمی در سرکوب اعراب داشت.

## نگارخانه

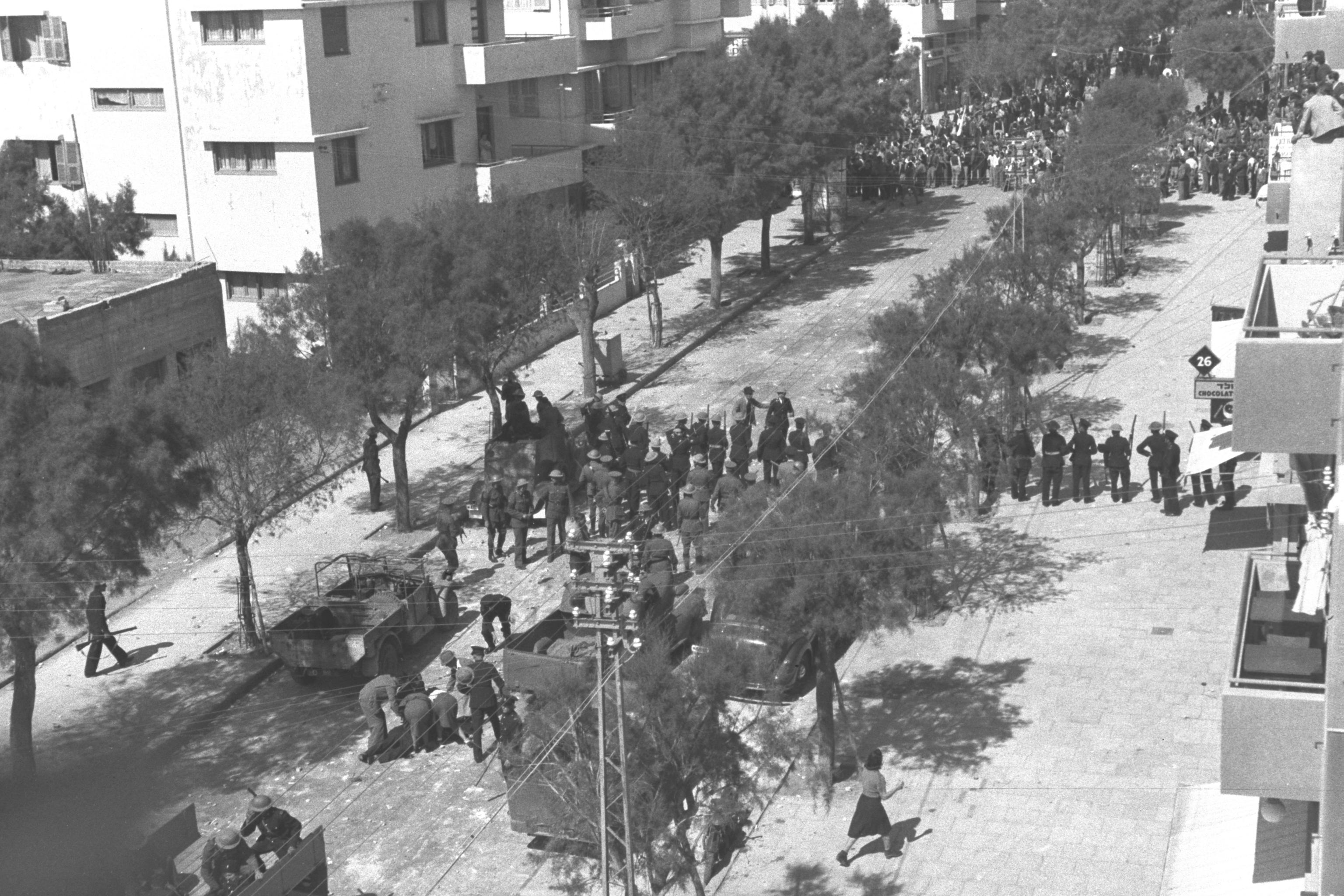
رویارویی پلیس فلسطین با تظاهرکنندگان یهودی در خیابان آلنبی، به تاریخ ۲۷ مه ۱۹۳۹ م.
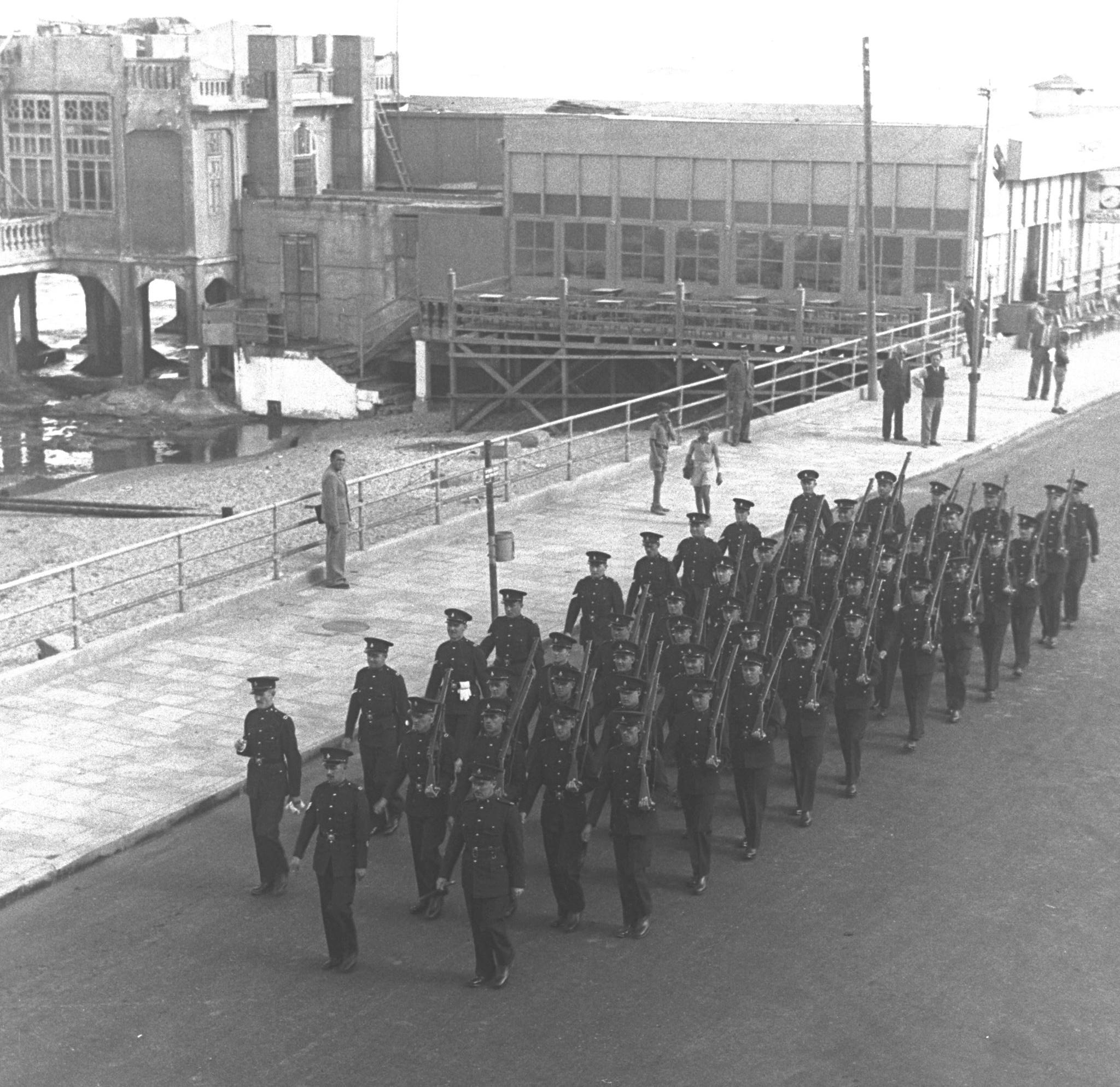
رژه یک واحد پلیس در سال ۱۹۳۷ م.
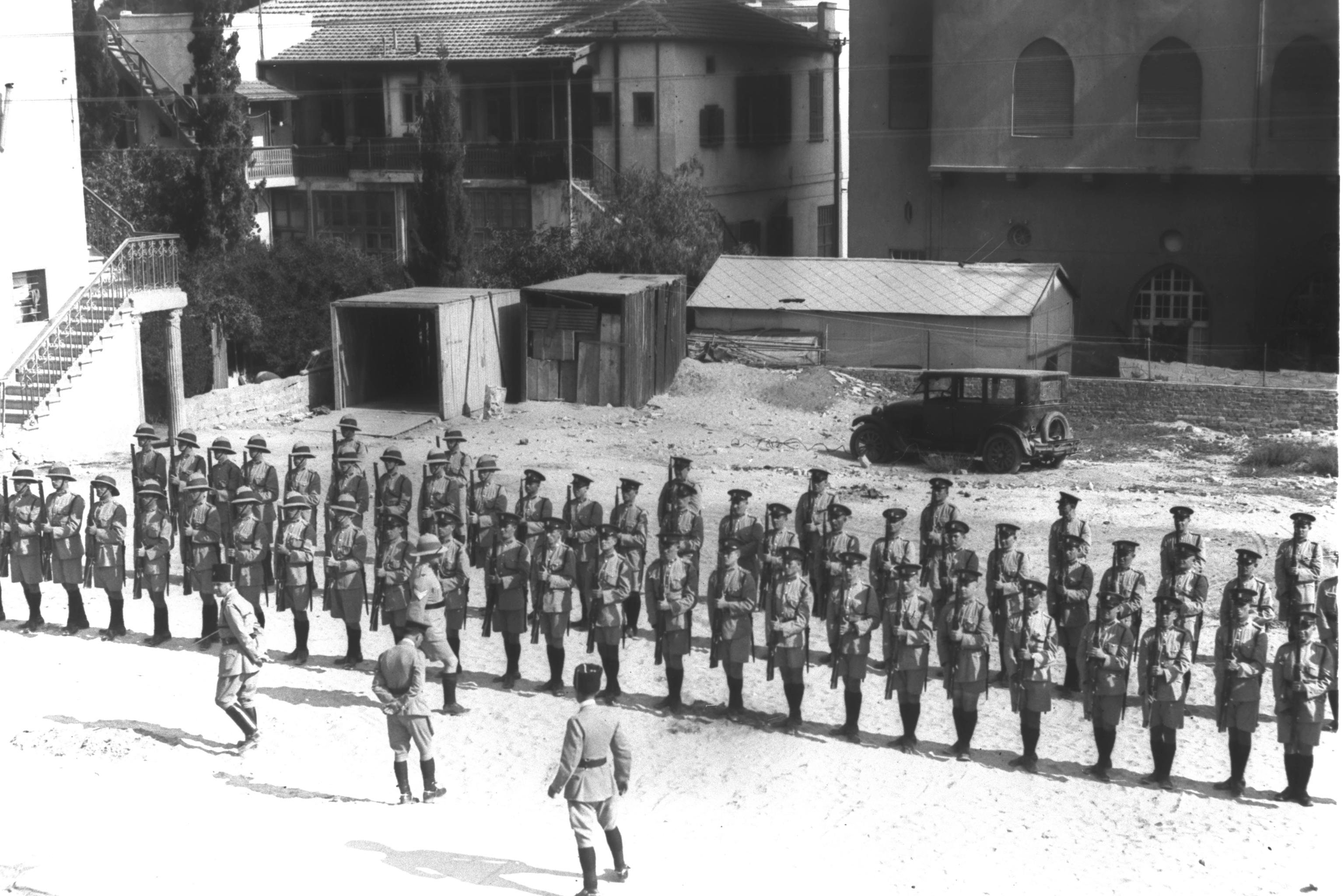
صف یک واحد مستقر در تل‌آویو در ۱۸ اکتبر ۱۹۳۳‏ م.
واحد پلیس مستقر در شهر کفر سابا در سال ۱۹۳۳ م.